# Lepidiota oberndorferi
Lepidiota oberndorferi är en skalbaggsart som beskrevs av Brenske 1892. Lepidiota oberndorferi ingår i släktet Lepidiota och familjen Melolonthidae. Inga underarter finns listade i Catalogue of Life.